# Columella columella
Columella columella is een op het land levende kleine longslak uit de familie Truncatellinidae.

## Naam
De soortnaam werd in 1830 gepubliceerd door Georg von Martens als Pupa columella. Door andere inzichten in de taxonomie is de soort later in het geslacht Columella geplaatst. Als gevolg van deze naamswijziging worden auteursnaam en datum nu tussen haakjes gezet. De naam columella heeft betrekking op de vorm van de schelp (columella (Latijn) = kleine zuil).

## Beschrijving

### De schelp
De schelp is rechtsgewonden, heeft een cilindrische vorm en heeft 7-7,5 weinig convexe windingen. De eerste windingen nemen zeer snel in breedte toe waardoor de top erg stomp is. Vanaf de 3e tot de 6e winding blijft de breedte meestal bijna gelijk, nemen soms zelfs wat in breedte af, om bij de laatste winding plotseling weer breder te worden, soms tot anderhalfmaal de voorlaatste winding. De windingen worden door een vrij diepe sutuur van elkaar gescheiden.
 De mondopening is ongeveer even breed als hoog, soms iets hoger dan breed. De mondrand is discontinu, niet verdikt en aan de columellaire zijde iets omgeslagen waardoor de nauwe navel deels bedekt wordt. In de mondopening zijn geen tanden aanwezig. De sculptuur van de schelp bestaat uit duidelijke, fijne radiale onregelmatige striae. De schelp heeft een groenachtig bruine kleur. Bij levende dieren is de schelp dun en teer, glanzend en half doorzichtig. Lege en fossiele schelpen zijn ondoorzichtig, mat tot matglanzend en lichtbruin gekleurd.
Afmetingen van de schelp
- breedte: tot 1,4 mm.
- hoogte: tot 3,5 mm.

### Habitat
Columella columella leeft in drassig grasland, vochtige bosgrond, met vaak een rotsachtige ondergrond. Boven de boomgrens in de Alpen tussen en onder stenen, tot 2900 meter hoogte aangetroffen. Uit Oostenrijk gemeld van Saxifraga en Dryas wat goed met het fossiele voorkomen overeenkomt. Als fossiel komt de soort voor in associaties die op een open, vochtig en koud milieu wijzen. De soort wordt beschouwd als karakteristiek voor natte toendra.

### Huidige verspreiding
Holarctisch. Komt tegenwoordig in Scandinavië en in de Alpen voor. Het disjuncte verspreidingsgebied in Europa is typerend voor een boreo-alpiene verspreiding. Niet in de levende fauna van België en Nederland.

### Fossiel voorkomen
Verspreid en lokaal is deze soort algemeen in glaciale afzettingen in heel Europa. Vooral aanwezig in afzettingen daterend uit koude perioden in het Midden- en Laat Pleistoceen. In Nederland bekend vanaf het Tiglien In Nederland is de soort vooral algemeen in afzettingen uit het Weichselien in de Brabantse leem. In België eveneens uit het Weichselien gemeld.

### Columella Fauna
In Europese lössafzettingen is Columella columella soms zo dominant aanwezig dat de molluskenassociatie de naam van deze soort gekregen heeft. Naast Columella columella worden in dergelijke Columella-fauna's vaak de volgende soorten aangetroffen: Succinea oblonga elongata, Vertigo genesii, Vertigo parcedentata, Pupilla loessica, Pupilla muscorum en Vallonia tenuilabris. Columella-fauna's treden op tijdens de (bijna) koudste delen van de glacialen waarin een arctisch klimaat heerst.